# Jonas T. Bengtsson
Jonas T. Bengtsson (* 1976 in Brønshøj in Kopenhagen, Dänemark) ist ein dänischer Schriftsteller, der zwischen 2005 und 2011 drei Romane veröffentlichte, die auch in deutscher Sprache verlegt wurden. Als Drehbuchautor war er an dem Film In der Stunde des Luchses (2013) beteiligt.

## Veröffentlichungen
- 2005: Aminas breve.
  - 2008: aus dem Dänischen von Gunther Frauenlob: Aminas Briefe, Roman. Tropen Verlag, Stuttgart, ISBN 978-3-608-50100-1.
- 2007: Submarino.
  - 2009: aus dem Dänischen von Günther Frauenlob: Submarino, Roman. Tropen Verlag, Stuttgart, ISBN 978-3-608-50105-6.
- 2011: Et eventyr.
  - 2013: aus dem Dänischen von Frank Zuber: Wie keiner sonst, Roman. Kein & Aber, Zürich, ISBN 978-3-0369-5668-8.[1]
- 2020: Fra Blokken.
  - 2022: aus dem Dänischen von Maximilian Stadler: Auf Bewährung, Roman. Wilhelm Heyne Verlag, München, ISBN 978-3-453-27363-4.

## Verfilmungen
- 2010: Submarino, Regie und Drehbuch: Thomas Vinterberg.

## Preise und Auszeichnungen
- Danske Banks debutantpris
- Nominierung für Weekendavisens Litteratur Priset.
- 2010: Preisträger des Per-Olov-Enquist-Preis.